# Cladonia sufflata
Cladonia sufflata är en lavart som beskrevs av Ahti. Cladonia sufflata ingår i släktet Cladonia och familjen Cladoniaceae.   Inga underarter finns listade i Catalogue of Life.